# Ian D. Cooke

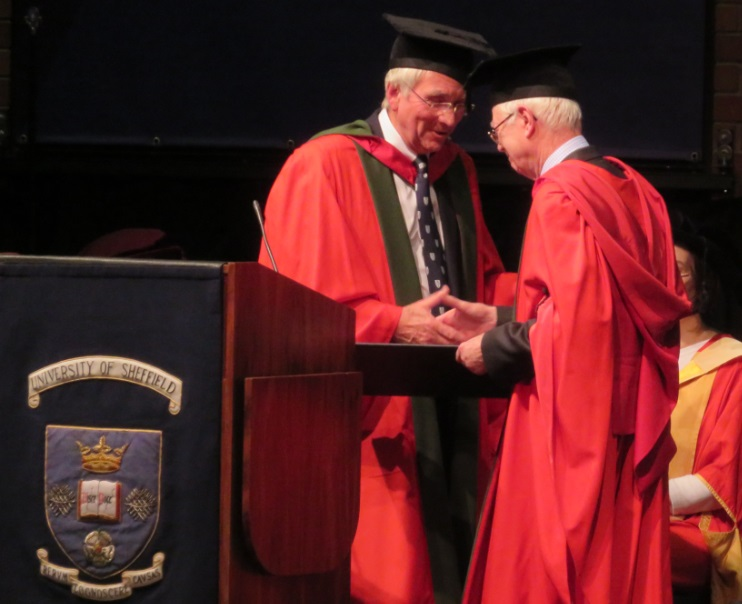
Assegnato un dottorato ad honorem a Ian D. Cooke (a destra)

Ian Douglas Cooke (Sydney, 19 marzo 1935) è un medico australiano e professore emerito dell'Università di Sheffield.

## Biografia
Figlio di Douglas e Mary Cooke, nata Pickles, Cooke ha studiato medicina all'Università di Sydney (laurea 1958).  Dopo aver studiato ad Aberdeen, Stoccolma e Cleveland, è arrivato dopo aver conseguito la laurea a Sydney nel 1962 in ginecologia e ostetricia.  È diventato un Lettorato della Welsh National School of Medicine. Nel 1972 accettò una nomina all'Università di Sheffield, dove diresse il Dipartimento di Ostetricia e Ginecologia.  Cooke ha guidato la sedia per 28 anni ed è andato in pensione nel 2000. 
È sposato dal 1965 e padre di un figlio e una figlia.

## Pubblicazioni
- The Management of infertility. W.B. Saunders, London/Philadelphia 1974.
- Paediatric and adolescent gynaecology.  W.B. Saunders, London [etc.] 1974.
- The Role of estrogen/progestogen in the management of the menopause. Proceedings of a symposium held at the University of Sheffield on March 16th, 1978. University Park Press, Baltimore 1978. ISBN 978-0-839-11370-6
- Advances in Clinical Andrology. Springer Netherlands, Dordrecht 1988. ISBN 978-9-400-91237-3
- Current understanding of polycystic ovarian disease. Proceedings of a meeting held at the Royal Society of Medicine, London, UK, 8th February 1989. Royal Wells Medical Press, Royal Tunbridge Wells, Kent 1989. ISBN 978-1-869-96917-2
- Advances in contraception. Benefits and risks of oral contraception. Kluwer Academic Publishers, Dordrecht 1991.
- Donor insemination. Cambridge University Press, Cambridge/New York 1993. ISBN 978-0-521-40433-4
- Evidence-based fertility treatment. RCOG Press, London 1998. ISBN 978-1-900-36410-2